# Palmyre Ros
Palmyre Ros Ramos (Rennes, 1942) es una profesora y feminista francesa, creadora de una publicación feminista pionera en Galicia.

## Trayectoria
Nació en Rennes en 1942, durante la ocupación nazi de Francia, en una familia de exiliados españoles de origen proletario y laico. Su madre era republicana libertaria y su padre, Germinal Ros, un militante comunista.
Militó en las Juventudes Comunistas de España en París. En 1963 fue enviada por el Partido Comunista a Vigo para luchar contra el franquismo. Entre 1963 y 1966 fue profesora de la Alianza francesa en esta ciudad. En Vigo, se relacionó con la educadora Antía Cal y el militante comunista Carlos Núñez, además de distribuir libros clandestinos y propaganda, además de propiciar ideas allí entonces novedosas sobre la liberación de la mujer que divulgaba entre la juventud estudiante. En 1966, creó junto a otras mujeres la publicación clandestina Alborada, un proyecto pionero de prensa clandestina y feminista.
Fue detenida a los 24 años por la policía franquista por poseer propaganda ilegal, entre los que se encontraban varios ejemplares de la revista comunista Mundo Obrero, así como tres copias del poema de Antonio Machado El crimen fue en Granada, sobre el asesinato de Federico García Lorca. Esto hizo que solo llegaran a publicarse dos números de la revista Alborada. Fue condenada a tres años de prisión por el Tribunal de Orden Público.
Pasó tres días en prisión hasta que le fue concedida la libertad provisional. Mientras se esperaba el juicio, consiguió huir a París con ayuda de amigos. Fue declarada en rebeldía por la justicia española. En 1967, fue sentenciada a un año de prisión menor y diez mil pesetas de multa, debiendo asumir además costas procesales.

## Reconocimientos
En 2020, el sindicato Comisiones Obreras otorgó en Santiago de Compostela a Palmyre Ros, Berta Trigo y Plácido Cal con el Premio 10 de Marzo, que reconoce la trayectoria solidaria y por las libertades democráticas de personas trabajadoras y sindicalistas.
Ese mismo año, su vida fue recopilada en el libro de la ensayista y profesora María Lopo Palmyre Ros e a revista Alboarada (Vigo,1966) un proxecto pioneiro da prensa clandestina de mulleres, que fue presentado en Vigo por la autora y la propia Ros, junto a Ramón Sarmiento, Amelia Pérez y Ricardo Gurriarán.